# リバースプロジェクト
株式会社リバースプロジェクト（英語表記：REBIRTH PROJECT Co.Ltd.）は、2009年に俳優の伊勢谷友介が設立した株式会社。2008年活動開始、2009年に株式会社として登記。衣食住をはじめとし、水・エネルギー・教育・メディアといった分野での社会活動を行う。2020年12月カクトエンタテインメントに所属していたタレントは俳色に移籍した。各種の事業は同名の一般社団法人に引き継がれた。

## 代表者など
- 伊勢谷友介 - 代表。俳優。
- 龜石太夏匡 - 副代表。映画プロデューサー。俳優亀石征一郎の息子。
- 藤元明 - アートディレクター。伊勢谷によるグループ「カクト」の一人であった。
- 平社直樹 - デザイナー。

## 全日本制服委員会
環境に配慮された「エシカル素材」で日本の制服を製作し、また再資源化できるシステムを導入する目的で、「全日本制服委員会」というプロジェクトを発足。第1弾として、伊藤忠エネクスのガソリンスタンドの制服を刷新。8種類の候補デザインの中から、従業員と一般からの投票で選ばれた。2014年7月から全国の系列スタンドで着用される予定であった。

## カクトエンタテインメント
リバースプロジェクトの俳優部門。

### 所属俳優
- 片岡礼子
- 山根和馬
- 指出瑞貴
- 岩崎拓馬
- 平隆人
- 真山朔
- 奥田こころ
- 飛田光里
- 矢作マサル
- 牧田哲也
- 高山のえみ

### 過去の所属者
- 伊勢谷友介（2020年9月10日契約解除[3]）